# Palmelo
Palmelo är en kommun i Brasilien.   Den ligger i delstaten Goiás, i den sydöstra delen av landet, 180 km söder om huvudstaden Brasília. Antalet invånare är 2 339.
Omgivningarna runt Palmelo är huvudsakligen savann. Runt Palmelo är det ganska glesbefolkat, med 27 invånare per kvadratkilometer.